# Ejército de la Liga Aquea

## Historia
El ejército aqueo en un principio estaba basado en la infantería y luchaba mediante el empleo de la formación de falanges. En el 270 a. C. apareció en Grecia el escudo galo conocido como Tureo que fue incorporado en la guerra griega. Entonces fue desarrollado un nuevo tipo de tropa, los tureóforos. Reformando sus tropas con tureóforos, el ejército aqueo fue compuesto por tropas ligeras. El tureóforo era una mezcla de peltasta y un hoplita ligero, llevando el escudo tureo, una lanza de empuje y jabalinas.
Plutarco nos dice que los guerreros armados de ese modo podían ser eficaces a distancia, pero en el combate cuerpo a cuerpo, el estrecho escudo tureo los perjudicaba. También describe cómo adoptarían una formación de clases, que sería ineficaz, porque los escudos no se entrelazaban o no había una línea nivelada de lanzas. Arato de Sición fue uno de los strategos aqueos que buscó terrenos favorables para los tureóforos, con la finalidad de no combatir en campo abierto. La Liga en 217 a. C. decidió mantener una fuerza permanente de 8000 mercenarios y 500 jinetes, añadida a una fuerza ciudadana de 3000 infantes y 300 jinetes.
La infantería ciudadana habría sido armada como tureóforos, aparte de las tropas ligeras que habrían sido arqueros, honderos, etc. Esta fuerza ciudadana bien pudo haber existido antes de estas supuestas reformas, al menos en una base oficial, sabemos de una fuerza similar de élite del mismo tamaño en la batalla de Selasia en 222 a. C. Sin embargo, fue el general aqueo Filopemén en 208 a. C. quien cambió el estilo de lucha y armamento aqueo. Según Pausanias, Filopemén los convenció de adoptar la larga sarissa y el escudo pesado en vez de la lanza y el escudo, proteger sus cuerpos con cascos, corazas y grebas, y a la práctica de lucha inmóvil y firme en vez de los movimientos ágiles de las tropas ligeras.

## Reformas
Estas “reformas” no eran necesariamente para las ciudades constituyentes de la Liga. Los ciudadanos de Megalópolis usaban escudos de bronce y estaban armados al modo macedonio por Antígono de Macedonia para la campaña de Selasia muchos años antes. Así como al reformar y reorganizar la infantería, Filopemén también los hizo con la caballería. La caballería fue reclutada, como en otros estados griegos, de las clases ricas y nobles. Filopemén organizó la caballería en 'lochoi', que por lo general en tratados antiguos militares quiere decir filas, probablemente de 8 hombres, agrupados en dilochiai, una formación de filas dobles de 16.